# Csángó András
Csángó András (Börcs, 1927. május 7. – Veszprém közelében, 1967. március 23.) Ybl Miklós-díjas magyar építész.

## Szakmai pályafutása
A budapesti Műszaki Egyetemen szerzett diplomát 1950-ben. Ezt követően építésvezetőként dolgozott 1952-ig a Nyírségben, Budapesten és az Alföldön. 1952–1955 között az Építőművész Szövetség titkára volt, 1956-ban Berlinben az Építészeti Akadémián dolgozott. 1957–1964 között az Általános Épülettervező Vállalat tervezőmérnöke volt. Itt tervezte a Budapest Ifjúsági Szállót, amiért 1965-ben Ybl Miklós-díjban részesült. 1964-től az Építésügyi Minisztérium Építéstervezési Főosztály munkatársaként az építészeti tervezés, különösen a típustervezés színvonalának emelését segítő módszerek kialakításában és bevezetésében vett részt. Farkas Lászlóval, Juhász Miklóssal, együtt tagja volt annak a bizottságnak, mely az Ybl-díjra jelölt épületeket értékelte. Helyszíni szemlére utazva Veszprém közelében halálos autóbalesetet szenvedtek.